# NGC 4574
NGC 4574 est une galaxie spirale intermédiaire située dans la constellation du Centaure. Sa vitesse par rapport au fond diffus cosmologique est de 3 257 ± 21 km/s, ce qui correspond à une distance de Hubble de 48,0 ± 3,4 Mpc (∼157 millions d'al). Cette galaxie a été découverte par l'astronome britannique John Herschel en 1835.
La classe de luminosité de NGC 4574 est III et elle présente une large raie HI. Elle renferme également des régions d'hydrogène ionisé.
À ce jour, 16 mesures non basées sur le décalage vers le rouge (redshift) donnent une distance de 40,125 ± 7,020 Mpc (∼131 millions d'al), ce qui est à l'intérieur des valeurs de la distance de Hubble. Notons cependant que c'est avec la valeur moyenne des mesures indépendantes, lorsqu'elles existent, que la base de données NASA/IPAC calcule le diamètre d'une galaxie et qu'en conséquence le diamètre de NGC 4574 pourrait être d'environ 32,1 kpc (∼105 000 al) si on utilisait la distance de Hubble pour le calculer.

## Groupe d'IC 3639
NGC 4574 fait partie d'un petit groupe de galaxies qui compte quatre membres, le groupe d'IC 3639. Les deux autres galaxies du groupe sont ESO 380-50 et ESO 381-9.